# Anna Puu

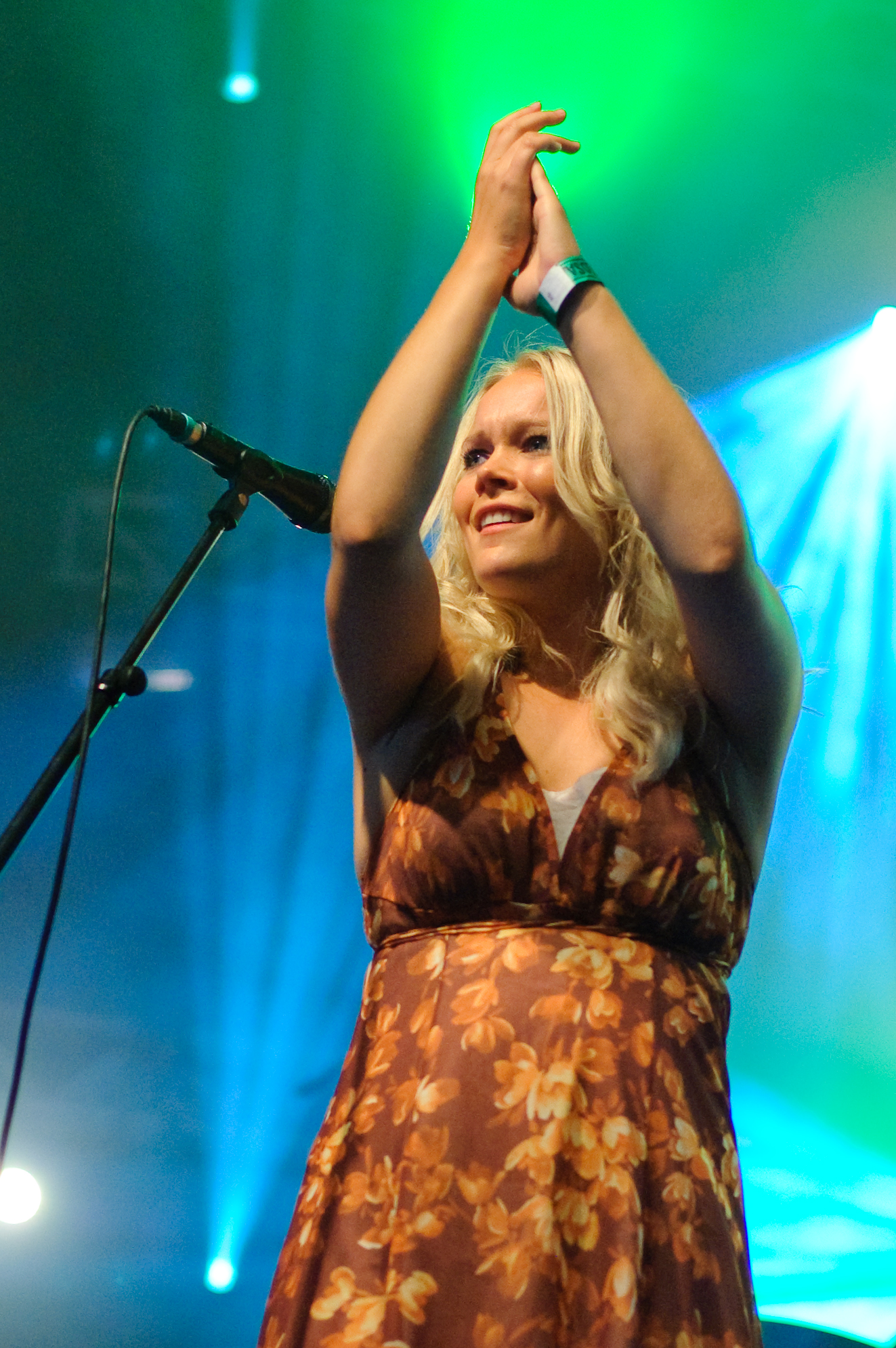
Anna Puu (2009)

Anna Puu (* 3. Februar 1982 in Outokumpu; eigentlich Anna Emilia Puustjärvi) ist eine finnische Popsängerin.
Anna Puu war 2008 Teilnehmerin bei Idols, der finnischen Version der Castingshow Pop Idol. Sie brachte es bis ins Finale und wurde Zweite.
Ende April 2009 erschien ihre Debütsingle C'est la vie. Sie stieg erst einmal nur auf Platz 4 der finnischen Charts ein. Ihr erstes Album, das ihren Namen trägt, stieg dafür sofort auf Platz eins der finnischen Albumcharts ein. In der neunten Woche schaffte es auch die Single an die Chartspitze. Das Album wurde für 30.000 verkaufte Exemplare mit Platin ausgezeichnet.

## Diskografie

### Alben
| Jahr | Titel                        | Höchstplatzierung, Gesamtwochen, AuszeichnungChartsChartplatzierungen (Jahr, Titel, Platzierungen, Wochen, Auszeichnungen, Anmerkungen) | Anmerkungen                            |
| Jahr | Titel                        | FI | Anmerkungen                            |
| ---- | ---------------------------- | --- | -------------------------------------- |
| 2009 | Anna Puu                     | FI1 ×2Doppelplatin · (45 Wo.)FI | Erstveröffentlichung: 29. April 2009   |
| 2010 | Sahara                       | FI1 ×2Doppelplatin · (44 Wo.)FI | Erstveröffentlichung: 24. Mai 2010     |
| 2012 | Antaudun                     | FI2 Platin · (26 Wo.)FI | Erstveröffentlichung: 26. Oktober 2012 |
| 2015 | Rakkaudella                  | FI10 (16 Wo.)FI | Erstveröffentlichung: 9. Oktober 2015  |
| 2016 | Melankolian riemut 2009–2015 | FI35 (2 Wo.)FI | Erstveröffentlichung: 14. Oktober 2016 |
| 2018 | Nälkäinen sydän              | FI1 (54 Wo.)FI | Erstveröffentlichung: 10. August 2018  |

### Singles
| Jahr | Titel Album                    | Höchstplatzierung, Gesamtwochen, AuszeichnungChartsChartplatzierungen (Jahr, Titel, Album, Platzierungen, Wochen, Auszeichnungen, Anmerkungen) | Anmerkungen                                               |
| Jahr | Titel Album                    | FI | Anmerkungen                                               |
| ---- | ------------------------------ | --- | --------------------------------------------------------- |
| 2009 | C’est la vie Anna Puu          | FI1 Gold · (22 Wo.)FI |                                                           |
| 2009 | Kauni päivä Anna Puu           | FI6 (10 Wo.)FI |                                                           |
| 2013 | Säännöt rakkaudelle Antaudun   | FI11 (11 Wo.)FI |                                                           |
| 2016 | Suudellaan –                   | FI6 (7 Wo.)FI | Erstveröffentlichung: 16. September 2016                  |
| 2016 | Kovaa –                        | FI16 (2 Wo.)FI |                                                           |
| 2018 | Me ollaan runo Nälkäinen sydän | FI14 (2 Wo.)FI | Erstveröffentlichung: 11. April 2018                      |
| 2018 | Keho puhuu Nälkäinen sydän     | FI14 (2 Wo.)FI |                                                           |
| 2018 | Lumi Jano                      | FI6 (5 Wo.)FI | mit Gasellit                                              |
| 2020 | 2020 –                         | FI9 (4 Wo.)FI | Erstveröffentlichung: 8. Februar 2020 mit Olavi Uusivirta |
| 2023 | Rakkaus Tappaa –               | FI46 (1 Wo.)FI | Erstveröffentlichung: 20. April 2023                      |